# Allison Miller
Allison Miller (Roma, 2 settembre 1985) è un'attrice statunitense.

## Biografia

### Primi anni
Miller è nata a Roma, ma è cresciuta a Lexington, State College e Tallahassee. È figlia di Margo e John Winn Miller. Per seguire gli incarichi del padre, editore del quotidiano The Olympian di Olympia, durante l'infanzia e l'adolescenza si è spesso trasferita insieme alla sua famiglia. L'uomo è andato in pensione nel 2009. Dopodiché, i suoi genitori si sono trasferiti negli Stati Uniti orientali, mentre lei vive a Hollywood dal 2006.
Miller si è diplomata alla Maclay School di Tallahassee. Ha frequentato l'Università della Florida di Gainesville per alcuni semestri, prima di trasferirsi al Rhodes College.
Oltre alla recitazione, sa ballare il tip tap e la danza moderna; è un mezzosoprano e suona piano e chitarra. Parla fluentemente spagnolo e francese.

### La carriera
Miller comincia la sua carriera come membro del Young Actor's Theatre di Tallahassee, apparendo nel ruolo di Nora in Brighton Beach Memoirs. L'attrice fu una delle otto finaliste per interpretare Laurie nel reality show In Search of the New Partridge Family.
Dopo varie apparizioni in singoli episodi di serie televisive (Cold Case, CSI:NY, Desperate Housewives, Boston Legal), nel 2008 viene selezionata per il ruolo di Michelle Benjamin nella serie televisiva Kings, trasmessa dalla NBC. Dopo questo impegno, viene scelta nel 2009 per il film 17 Again - Ritorno al liceo nel ruolo di Scarlett, ragazza che in futuro diverrà moglie del protagonista, e come doppiatrice nella versione statunitense del film d'animazione giapponese The Last Vampire - Creature del buio.
Nel 2011, recita in Terra Nova, serie TV di Steven Spielberg, nel ruolo di Skye.

## Filmografia

### Cinema
- Take, regia di Charles Oliver (2007)
- 17 Again - Ritorno al liceo (17 Again), regia di Burr Steers (2009)
- The Last Vampire - Creature del buio (Blood: The Last Vampire), regia di Chris Nahon (2009)
- La stirpe del male (Devil's Due), regia di Matt Bettinelli-Olpin e Tyler Gillett (2014)
- There's Always Woodstock, regia di Rita Merson (2014)
- About Us, regia di Stefan Schwartz (2020)

### Televisione
- General Hospital - serial TV, puntata 10999 (2006)
- Mind of Mencia - serie TV, episodio 2x06 (2006)
- Cold Case - Delitti irrisolti (Cold Case) - serie TV, episodio 3x19 (2006)
- CSI: NY- serie TV, episodio 3x05 (2006)
- Desperate Housewives - I segreti di Wisteria Lane (Desperate Housewives) - serie TV, episodio 3x08 (2006)
- Boston Legal - serie TV, episodi 4x09-5x02 (2007-2008)
- Kings - serie TV, 12 episodi (2009)
- Betwixt, regia di Elizabeth Chandler - film TV (2010)
- Terra Nova - serie TV, 13 episodi (2011)
- Private Practice - serie TV, episodio 5x14 (2012)
- Go On – serie TV, 17 episodi (2012-2013)
- Tredici – serie TV, 12 episodi (2018)
- Un milione di piccole cose (A Million Little Things) – serie TV, 57 episodi (2018-2023)

### Cortometraggi
- Lucy's Piano, regia di Lynn Hamilton (2006)
- Some of the Parts, regia di Adam Burr (2010)
- Pro-Semitism: Psychotherapy, regia di Matt Oates (2011)
- Ghosting, regia di Kim Sherman (2015)

## Doppiatrici italiane
Nelle versioni in italiano delle opere in cui ha recitato, Allison Miller è stata doppiata da:
- Eleonora Reti in The Last Vampire - Creature nel buio, Un milione di piccole cose
- Letizia Scifoni in Cold Case - Delitti irrisolti
- Perla Liberatori in CSI: NY
- Valentina Favazza in 17 Again - Ritorno al liceo
- Chiara Gioncardi in Terra Nova
- Valentina Favazza in Private Practice
- Debora Magnaghi in Tredici
- Ilaria Stagni in Kings
- Letizia Ciampa in La stirpe del male